# 1168

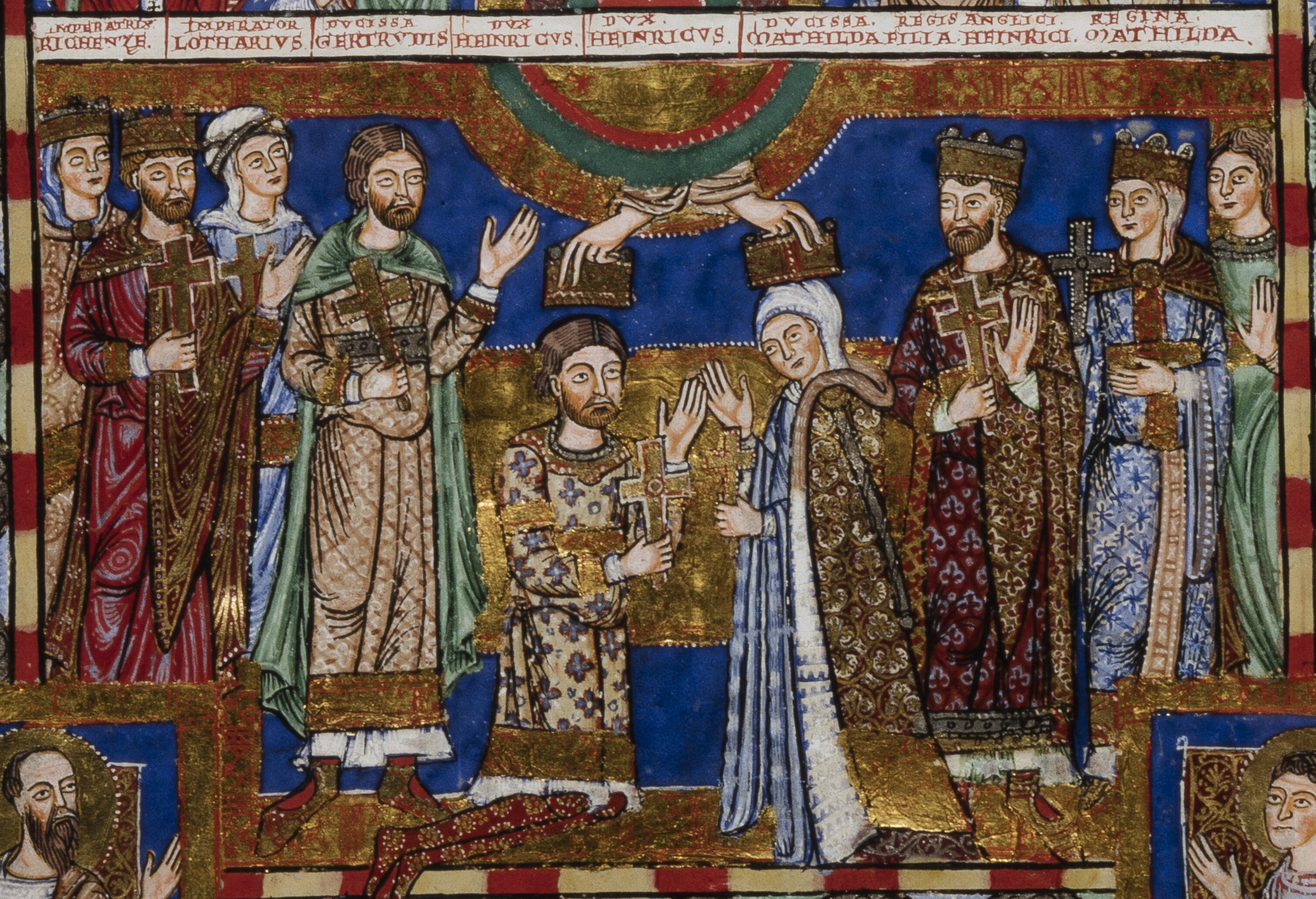
Casamento de Henrique, o Leão com Matilde de Inglaterra. Iluminura de Evangelhos de Henrique, o Leão (1188).

| Calendário gregoriano                                                        | 1168 MCLXVIII                                          |
| Ab urbe condita                                                              | 1921                                                   |
| Calendário arménio                                                           | 617 – 618                                              |
| Calendário bahá'í                                                            | -676 – -675                                            |
| Calendário budista                                                           | 1712                                                   |
| Calendário chinês                                                            | 3864 – 3865 Início a 10 de fevereiro (aproximadamente) |
| Calendário copta                                                             | 884 – 885                                              |
| Calendário etíope                                                            | 1160 – 1161                                            |
| Calendários hindus - Vikram Samvat - Calendário nacional indiano - Cáli Iuga | 1223 – 1224 1089 – 1090 4268 – 4269                    |
| Calendário Holoceno                                                          | 11168                                                  |
| Calendário islâmico                                                          | 563 – 564                                              |
| Calendário judaico                                                           | 4928 – 4929                                            |
| Calendário persa                                                             | 546 – 547                                              |
| Calendário rúnico                                                            | 1418                                                   |
| Calendário solar tailandês                                                   | 1711                                                   |

1168 (MCLXVIII, na numeração romana) foi um ano bissexto do século XII do Calendário Juliano, da Era de Cristo, e as suas letras dominicais foram  G e F (52 semanas), teve início a uma segunda-feira e terminou a uma terça-feira. No reino de Portugal estava em vigor a Era de César que já contava 1206 anos.
| Ano completo                            |
| --------------------------------------- |
| Ano bissexto com início à segunda-feira |

## Eventos
- 1 de fevereiro - Henrique, o Leão casa em segundas núpcias com Matilde de Inglaterra, duquesa da Saxônia.
- Ricardo Coração de Leão torna-se Duque da Aquitânia, em conjunção com a mãe, Leonor da Aquitânia.
- Entrada de Geraldo Sem Pavor em Badajoz.

## Mortes
- Teodorico da Alsácia foi Conde da Flandres, nasceu em 1110.